# Velika nagrada Nemčije 2011
Velika nagrada Nemčije 2011 je deseta dirka Svetovnega prvenstva Formule 1 v sezoni 2011. Odvijala se je 24. julija 2011 na dirkališču Nürburgring. Zmagal je Lewis Hamilton, McLaren-Mercedes, drugo mesto je osvojil Fernando Alonso, Ferrari, tretji pa je bil Mark Webber, Red Bull-Renault.

## Rezultati

### Kvalifikacije
| Poz | Št | Dirkač             | Konstruktor          | 1. del   | 2. del   | 3. del   | Št. m. |
| --- | -- | ------------------ | -------------------- | -------- | -------- | -------- | ------ |
| 1   | 2  | Mark Webber        | Red Bull-Renault     | 1:33,096 | 1:31,311 | 1:30,079 | 1      |
| 2   | 3  | Lewis Hamilton     | McLaren-Mercedes     | 1:32,934 | 1:30,998 | 1:30,134 | 2      |
| 3   | 1  | Sebastian Vettel   | Red Bull-Renault     | 1:32,973 | 1:31,017 | 1:30,216 | 3      |
| 4   | 5  | Fernando Alonso    | Ferrari              | 1:32,916 | 1:31,150 | 1:30,442 | 4      |
| 5   | 6  | Felipe Massa       | Ferrari              | 1:31,826 | 1:31,582 | 1:30,910 | 5      |
| 6   | 8  | Nico Rosberg       | Mercedes             | 1:32,785 | 1:31,343 | 1:31,263 | 6      |
| 7   | 4  | Jenson Button      | McLaren-Mercedes     | 1:33,224 | 1:31,532 | 1:31,288 | 7      |
| 8   | 14 | Adrian Sutil       | Force India-Mercedes | 1:32,286 | 1:31,809 | 1:32,010 | 8      |
| 9   | 10 | Vitalij Petrov     | Renault              | 1:33,187 | 1:31,985 | 1:32,187 | 9      |
| 10  | 7  | Michael Schumacher | Mercedes             | 1:32,603 | 1:32,180 | 1:32,482 | 10     |
| 11  | 9  | Nick Heidfeld      | Renault              | 1:32,505 | 1:32,215 |          | 11     |
| 12  | 15 | Paul di Resta      | Force India-Mercedes | 1:32,651 | 1:32,560 |          | 12     |
| 13  | 12 | Pastor Maldonado   | Williams-Cosworth    | 1:33,003 | 1:32,635 |          | 13     |
| 14  | 11 | Rubens Barrichello | Williams-Cosworth    | 1:33,664 | 1:33,043 |          | 14     |
| 15  | 17 | Sergio Pérez       | Sauber-Ferrari       | 1:33,295 | 1:33,176 |          | 15     |
| 16  | 18 | Sébastien Buemi    | Toro Rosso-Ferrari   | 1:33,635 | 1:33,546 |          | 24     |
| 17  | 19 | Jaime Alguersuari  | Toro Rosso-Ferrari   | 1:33,658 | 1:33,698 |          | 16     |
| 18  | 16 | Kamui Kobajaši     | Sauber-Ferrari       | 1:33,786 |          |          | 17     |
| 19  | 20 | Heikki Kovalainen  | Lotus-Renault        | 1:35,599 |          |          | 18     |
| 20  | 24 | Timo Glock         | Virgin-Cosworth      | 1:36,400 |          |          | 19     |
| 21  | 21 | Karun Chandhok     | Lotus-Renault        | 1:36,422 |          |          | 20     |
| 22  | 25 | Jérôme d'Ambrosio  | Virgin-Cosworth      | 1:36,641 |          |          | 21     |
| 23  | 23 | Vitantonio Liuzzi  | HRT-Cosworth         | 1:37,011 |          |          | 23     |
| 24  | 22 | Daniel Ricciardo   | HRT-Cosworth         | 1:37,036 |          |          | 22     |

### Dirka
| Poz | Št | Dirkač             | Konstruktor          | Krogi | Čas/Odstop  | Št. m. | Toč |
| --- | -- | ------------------ | -------------------- | ----- | ----------- | ------ | --- |
| 1   | 3  | Lewis Hamilton     | McLaren-Mercedes     | 60    | 1:37:30,344 | 2      | 25  |
| 2   | 5  | Fernando Alonso    | Ferrari              | 60    | + 3,980 s   | 4      | 18  |
| 3   | 2  | Mark Webber        | Red Bull-Renault     | 60    | +9,788      | 1      | 15  |
| 4   | 1  | Sebastian Vettel   | Red Bull-Renault     | 60    | +47,921     | 3      | 12  |
| 5   | 6  | Felipe Massa       | Ferrari              | 60    | +52,252     | 5      | 10  |
| 6   | 14 | Adrian Sutil       | Force India-Mercedes | 60    | +1:26,208   | 8      | 8   |
| 7   | 8  | Nico Rosberg       | Mercedes             | 59    | +1 krog     | 6      | 6   |
| 8   | 7  | Michael Schumacher | Mercedes             | 59    | +1 krog     | 10     | 4   |
| 9   | 16 | Kamui Kobajaši     | Sauber-Ferrari       | 59    | +1 krog     | 17     | 2   |
| 10  | 10 | Vitalij Petrov     | Renault              | 59    | +1 krog     | 9      | 1   |
| 11  | 17 | Sergio Pérez       | Sauber-Ferrari       | 59    | +1 krog     | 15     |     |
| 12  | 19 | Jaime Alguersuari  | Toro Rosso-Ferrari   | 59    | +1 krog     | 16     |     |
| 13  | 15 | Paul di Resta      | Force India-Mercedes | 59    | +1 krog     | 12     |     |
| 14  | 12 | Pastor Maldonado   | Williams-Cosworth    | 59    | +1 krog     | 13     |     |
| 15  | 18 | Sébastien Buemi    | Toro Rosso-Ferrari   | 59    | +1 krog     | 24     |     |
| 16  | 20 | Heikki Kovalainen  | Lotus-Renault        | 58    | +2 kroga    | 18     |     |
| 17  | 24 | Timo Glock         | Virgin-Cosworth      | 57    | +3 krogi    | 19     |     |
| 18  | 25 | Jérôme d'Ambrosio  | Virgin-Cosworth      | 57    | +3 krogi    | 21     |     |
| 19  | 22 | Daniel Ricciardo   | HRT-Cosworth         | 57    | +3 krogi    | 22     |     |
| 20  | 21 | Karun Chandhok     | Lotus-Renault        | 56    | +4 krogi    | 20     |     |
| Ods | 23 | Vitantonio Liuzzi  | HRT-Cosworth         | 37    | El. sistem  | 23     |     |
| Ods | 4  | Jenson Button      | McLaren-Mercedes     | 35    | Hidravlika  | 7      |     |
| Ods | 11 | Rubens Barrichello | Williams-Cosworth    | 16    | Motor       | 14     |     |
| Ods | 9  | Nick Heidfeld      | Renault              | 9     | Trčenje     | 11     |     |